# Melita Stavrou
Melita Stavrou, griechisch Μελίτα Σταύρου, auch: Stavrou-Sifaki, griechisch Σταύρου-Σηφάκη (* 18. Juni 1952) ist eine griechische Sprachwissenschaftlerin mit dem Spezialgebiet Neugriechische Sprache.
Stavrou studierte von 1970 an Sprachwissenschaft an der Aristoteles-Universität Thessaloniki und schloss 1975 ihr Studium mit dem Diplom (πτυχίο) ab. Von 1979 bis 1982 war sie postgraduate student an der School of Oriental and African Studies der University of London und wurde dort 1983 mit einer Dissertation zum Thema Aspects of the structure of the Noun Phrase in Modern Greek in Allgemeiner Sprachwissenschaft promoviert. Von 1984 bis 1989 war sie wissenschaftliche Mitarbeiterin an der Universität Kreta in Rethymno, danach arbeitete sie in aufsteigenden Funktionen an der Universität Thessaloniki, bis sie dort 2005 zur Professorin für Sprachwissenschaft ernannt wurde.
Ihre Forschungsschwerpunkte liegen in der theoretischen Linguistik, der Theorie der Syntax, der Verbindung zwischen Syntax und lexikalischer Semantik, der Verbindung zwischen Morphologie und Syntax, der vergleichenden Syntax und der Morphosyntax. Mit Bezug auf das Griechische interessieren sie besonders die Generative Syntax, die automatische Übersetzung im Rahmen des Projekts Eurotra der Europäischen Gemeinschaft und die Nominalphrase.

## Schriften (Auswahl)
- Artemis Alexiadou, Liliane Haegeman & Melita Stavrou: Noun Phrase in the Generative Perspective. Mouton de Gruyter, Berlin 2007. ISBN 978-3-11-017685-8
- Melita Stavrou, A. Terzi (Hrsg.): Advances in Greek Generative Syntax: In Honor of Dimitra Theophanopoulou-Kontou. John Benjamins 2005. – Rezension von Marios Mavrogiorgos, in: Journal of Greek Linguistics 7, 2006, pp. 161–191, online
- Artemis Alexiadou, S. Fischer, Melita Stavrou (Hrsg.): Language Change from a Generative Perspective. Potsdam Linguistics Papers, 2002.
- Melita Stavrou, M. Tzevelekou (Hrsg.): Automatic Translation and the Greek Language. Kastaniotis, Athen 2000. – (in griechischer Sprache)
- Artemis Alexiadou, Geoffrey Horrocks, Melita Stavrou (Hrsg.): Studies in Greek Syntax. Natural Language and Linguistic Theory Series. Kluwer Academic Publishers, Dordrecht 1999.